# Andrea Duodo
Andrea Duodo (Mirano, 8 febbraio 1971) è un dirigente d'azienda e dirigente sportivo italiano, presidente della Federazione Italiana Rugby dal 15 settembre 2024.

## Biografia
Nativo di Mirano ma cresciuto a Treviso, dove si formò rugbisticamente nelle giovanili del Benetton, vanta un passato di rugbista dilettante tra serie A1 e serie A2 fino al 2002.
Laureato in scienze politiche a Padova, ha lavorato come commercialista presso il gruppo Benetton svolgendo, contemporaneamente, il ruolo di team manager delle selezioni nazionali giovanili in ambito federale.
Ha ricoperto gli incarichi di sindaco e revisore dei conti di importanti gruppi quali Segafredo, ENI, Dal Negro e altri e inoltre, ancora in ambito sportivo, quello di revisore della Federazione Italiana Rugby a partire dalla gestione Dondi, incarico dal quale si è dimesso a luglio 2024 per candidarsi alla presidenza dello stesso organismo.
Alle elezioni federali del 15 settembre 2024 tenutesi a Bologna, Duodo è stato eletto in prima votazione con il 55,92% dei voti contro il 41,69% del presidente uscente Marzio Innocenti, divenendo così il 22º presidente federale.